# Laxenecera andrenoides
Laxenecera andrenoides là một loài ruồi trong họ Asilidae. Laxenecera andrenoides được Macquart miêu tả năm 1846. Loài này phân bố ở vùng nhiệt đới châu Phi.